# Luigi Vincenzo Cassitto
Luigi Vincenzo Cassitto (né le 31 décembre 1766 à Bonito et mort le 1er mars 1822 à Naples) est un théologien et antiquaire italien.

## Biographie
Luigi Vincenzo Cassitto naquit en 1765, à Bonito, d’une famille qui a produit plusieurs hommes de mérite. Ayant embrassé jeune la règle de St-Dominique, il professa la théologie dans diverses maisons de son ordre ; et sur sa réputation il fut élu prieur du grand couvent de Naples. Lors de l’occupation du royaume par les Français, le P. Cassitto se retira dans la Sicile. Honoré de la confiance du prince et de la princesse de Salerne dont il était le confesseur, il se dévoua tout entier au soulagement des exilés. Après le rétablissement du roi Ferdinand dans ses États, il fut un des commissaires chargés de régler les bases d’un nouveau concordat avec la cour de Rome. Zélé pour les intérêts de son ordre, il obtint sa réintégration dans les principaux couvents dont il avait été dépouillé, et s’occupa d’y faire fleurir avec la piété l’étude des sciences et des lettres. Ses talents furent récompensés par la place de doyen de l’université de Naples ; et l’on ne peut douter qu’il ne fût parvenu aux premières dignités ecclésiastiques si une mort prématurée ne l’eût enlevé le 1er mars 1822, à l’âge de 57 ans. Le P. Bellogrado, son confrère, prononça son éloge funèbre.

## Œuvres
On a de lui :
- des Institutions théologiques (en latin), 4 vol. in-8° ; elles ont été adoptées dans plusieurs séminaires d’Italie ;
- une Liturgie pour l’ordre de St-Dominique, 2 vol. in-8° ;
- les Actes du B. Minime Guzman ;
- Des panégyriques, des oraisons funèbres, des discours académiques, en latin et en italien ;
- plusieurs dissertations, parmi lesquelles on distingue celle sur un Camée grec représentant la Ste. Vierge. Le P. Cassitto s’était beaucoup occupé de recherches sur les antiquités ecclésiastiques du royaume de Naples, et il a laissé de nombreux matériaux sur cet objet.